# Al-Mansur bi-L·lah Abd-Allah ibn Hamza ibn Sulayman ibn Hamza
Al-Mansur bi-L·lah Abd-Allah ibn Hamza ibn Sulayman ibn Hamza (gener de 1166 − 20 d'abril de 1217) fou imam zaidita del Iemen (1187/1188-1217).

## Biografia
Era descendent de l'avi del fundador al-Hadi ilà-l-Haqq Yahya, anomenat al-Kasim al-Rassi ibn Tabataba però no del propi al-Hadi. Entre vers 1137 i 1171 l'imam al-Mutawakkil ala llah Ahmad ibn Sulayman havia intentat dominar la regió de Djawf Ibn Nasir, Nadjran, Sa'dah, al-Zahir i Zabid pels zaidites però la seva influència havia estat oposada pels Hatímides o Banu Hamdan sota Hamid al-Dawla Hatim i després el seu fill Ali ibn Hatim. Vers el 1187 al-Mansur fou proclamat imam quan ja els aiúbides eren al Iemen (des de 1173/1174).
Des del 1184 l'emir aiúbida al-Aziz Tughtegin va lluitar contra els hatimites, i el 1188 es va signar una treva de dos anys, treva per la qual els hamdanites van haver de pagar una quantitat de diners. Complert el termini de la treva (1190) Tutegin va avançar cap a Sanà, però es va aturar a Djehran i allí va rebre un enviat hamdanita que va negociar la renovació de la treva a canvi de més diners. Diversos ostatges van quedar en mans de Tughtegin com a garantia. Ali ibn Sultan Hatim no va ratificar els termes de l'acord. Tughtegin es va portar amb cavallerositat i va deixar anar els ostatges. Llavors Tughtegin va començar per atacar i ocupar la fortalesa d'Ashyah. Després va retornar cap a Djehran i llavors cap a Sanà, Dhemermer, Fass, el Djebal Hadur (o terra d'Himyar) i Arús. Va anar tot seguit cap a Zafar i va tornar a Sanà, ocupant llavors les terres de Fass (Gran Fass i Petit Fass) que estaven en poder dels dos fills de Sultan Bishr ibn Hatim (aquest era germà del sobirà Ali ibn Sultan Hatim i, per tant, els seus fills eren nebots) els quals foren fets presoners però Tughtegin els va deixar lliures i els va enviar a Dhemermer amb la seva mare. Va tornar a Zafar i va assetjar Kawkaban utilitzant ballestes fins que finalment la fortalesa li fou entregada a canvi de què Ali ibn Hatim pogués conservar la fortalesa d'Aruseyn. Finalment Tughtegin va iniciar el llarg setge de Dhemermer que havia de durar quatre anys. Ali ibn Hatim va defensar Dhemermer en persona. A mesura que passaven els mesos i anys les dues parts esdevingueren cansades del conflicte i finalment es va arribar a un acord pel qual Ali ibn Sultan Hatim va cedir tots els seus castells, fortaleses i terres a canvi d'una pensió. Deixava doncs la zona d'influència zaidita al nord-oest com l'única oposada als aiúbides. Al-Mansur es va establir a Sa'dah.

### Conflicte per Sanà
L'emir aiúbida al-Aziz Tughtegin va morir el 1196/1197 després de 14 anys de govern, i poc després Muizz al-Din Ismail ibn Tughtegin, el va succeir. Al-Mansur Abd Allah ibn Hamza, reconegut com a notable erudit i religiós de la branca husseinita dels xerifs, es va presentar a Sanà i la va ocupar en 1197. Muizz al-Din Ismail va dirigir-se a Sanà en 1197 d'on va fugir l'imam, i va fer matar el governador local, un esclau que havia estat nomenat pel seu pare, i va donar el govern de la ciutat al hamdanita Ali ibn Sultan Hatim amb la condició que li havia de ser fidel i de què no governaria més que sobre el districte de Sanà. L'imam es va apoderar de Dhamar i rodalia en 1198. El 1200 Ismail anava de camí a Kawkaban quan es va trobar amb les forces de l'imam prop d'Hakl, i el va derrotar. Ismail triomfant es va presentar a Sanà on va fer publiques les noves doctrines, per les quals es retirava de la khutba al califa abbàssida i s'acostava a l'ismaïlisme; ell mateix es va proclamar califa i es va vestir com a tal i va declarar ser descendent dels omeies (cosa que ni era certa, ni ho reclamaven la resta de membres de la dinastia aiúbida). A més de la seva aliança amb Ali ibn Hatim, també va fer un acord amb l'imam, convenis que esperava li donarien el suport que li calia dins el país.
L'imam, en un cop de mà es va apoderar de Sanà expulsant a Ali ibn Sultan Hatim, que es va refugiar a Dhemermer. Al mateix temps els kurds de l'exèrcit d'Ismail estaven molt descontents per les tendències del seu senyor i van conspirar per la seva eliminació. Un dia que Ismail viatjava de Zabid a Kawz en mula, fou atacat per soldats kurds i encara que es va defensar de manera valenta, va morir (1201/1202). No gaire després moria Ali ibn Sultan Hatim a Dhemermer (1202). No obstant els aiúbides havien recuperat o van recuperar Sanà i un oficial kurd dels que havia matat a Ismail, de nom Warshar, en fou nomenat governador; l'imam va haver de fugir cap a l'Hedjaz i el 1203 s'establí a la fortalesa de Zafar. El 1208 es van lliurar diverses batalles entre l'imam i el governador kurd de Sanà i finalment l'imam va demanar la pau.

### Nous conflictes amb els aiúbides
El 1213 va morir Warshar de Sanà. El 1211 havia mort l'antic atabeg d'Ismail i després wazir Sayf al-Din Sunkur; al lloc de Sunkur fou nomenat com a wazir Badr al-Din ibn Djabril. El 1214 el wazir va convèncer a l'emir aiúbida del Iemen al-Nasir Ayyub de fer una expedició contra l'imam Abd Allah ibn Hamza; per això al-Nasir va anar a Sanà, i en aquesta ciutat fou enverinat per Badr al-Din (1214) que aspirava al poder absolut; tot seguit es va dirigir a Taizz però fou assassinat per esclaus de la mare d'al-Nasir Ayyub. Llavors l'imam va ocupar Sanà que els kurds van evacuar, retirant-se a Birash. Altres elements com el xeic Sulayman ibn Musa que dominava Dhimar, i l'hamdanita Sultan Hatim ibn Ahmed va aprofitar la situació i la mare d'al-Nasir, que ara era a Taizz, alarmada per aquests atacs de les tribus àrabs, va convidar a assolir el poder com emir a un aiúbida Malik al-Muzaffar Sulayman ibn Taki al-Din Umar ibn Shahanshah ibn Ayyub al-Sufi (o simplement al-Muzaffar Sulayman) que estava fent el pelegrinatge a la Meca, i que va acceptar. Es va presentar a Taizz i fou reconegut per les guarnicions kurdes del país.
Mentre al-Adil I, avi d'An-Nasir, va enviar al Iemen a al-Màlik al-Massud Salah-ad-Din Yússuf ibn al-Kàmil ibn Àdil ibn Ayyub. Però un dels governadors aiúbides, Badr al-Din Hasan al-Rasul, va convèncer Masud d'anar a Taizz i de forçar als soldats i servidors de Sulayman d'abandonar el servei d'aquest. Així ho va fer i abandonat per tots, Sulayman es va rendir. El 10 de juny de 1215 Masud va entrar a la fortalesa de Taizz i Sulayman fou enviat a Egipte. L'entesa de Badr al-Din i al-Massud Yússuf va deixar fora de joc a l'imam que, mentrestant, s'havia apoderat altre cop de Dhamar i estava intentant sotmetre als adeptes de la "mutarrifiya".Ibn Khaldun diu que l'imam mostrava una actitud de rebuig pel califa abbàssida i que el considerava el seu igual i que el califa hauria tractat de revoltar als àrabs del Iemen contra l'imam per mitjà de subvencions.
El 1215 l'emir aiúbida al-Massud Yússuf va enviar a les tropes kurdes manades per Umar ibn Rasul i l'atabeg Fazey, contra els khawlanis de l'imam i contra els hamdanites. L'imam es va retirar de Sanà cap a Kawkaban on es va fer construir una mansió i habitacles per la seva gent i hi va tenir un taller de moneda. El 1216 es va acordar una treva. L'imam va fer un viatge a Zafar i va tornar a Kawkaban on va morir el 20 d'abril de 1217.
És l'autor de 83 obres conegudes, religioses, però algunes amb cert interès històric.